# Насипана Світлана Іванівна
Світла́на Іва́нівна Наси́пана (до шлюбу Руса́нова; 1 серпня 1943, Борщова — 12 вересня 2016, Гайворон) — українська громадська, політична та культурна діячка. Обіймала керівні посади в Гайворонському районі, займала активну громадянську позицію, змалювала реалії часів свого життя через призму історій про свій рід, друзів та рідні місця.

## Життєпис
Народилася у сім'ї кравця Русанова Івана Омеляновича (1914—1978) та вчительки Русанової (Гавази) Устини Захарівни (1921—1972). Ось що згадує Світлана про той час з розповідей мами та бабусі:
|  | Неділя 1 серпня 1943 року видалася теплою та сонячною. Тривав бій партизан з німцями, а я поспішала народитися в хаті на західному боці села Борщова. Встигла. Потім «бачу» себе біля стогів пожатого жита під теплим нічним українським небом. Це було на третій день після мого народження: німці вигнали всіх жінок жати жито, й мене майже загубили. Тоді за день нажали дуже багато стогів, й мати не могла зразу визначити, під яким вона мене востаннє годувала й залишила спати. Шукали усім селом й пізно вночі знайшли.. А ось засніжений грудень 1943 року, усіх мешканців Борщової колоною, по пояс в снігу, ведуть до Підвисоцької в’язниці – так німці хотіли виманити партизанів з лісу. Хвора мати не в силах нести мене далі й залишає на снігу, але потім повертається й забирає. |

В 1945 році сім'я Русанових переїжджає до хутору Захоперський й потім до станиці Нехаєвської на той час Сталінградської області Росії. Там пройшли найкращі роки дитинства.
В березні 1956 року Русанові повертаються в Україну і згодом оселяються в Підвисокому, де Світлана закінчує середню школу.
Протягом 1960—1965 років навчалася в Кіровоградському педагогічному інституті на фізико-математичному факультеті. В 1963—1964 роках проходить річну педагогічну практику у восьмирічній школі села Дмитрівка зі своєю близькою подругою Поліщук Жанною Павлівною. Проживали вони на квартирі у Валентини та Стапана Курогло. Серед спогадів про Степана Степановича Курогло є такі рядки:
|  | Разом з нами працював молодий місцевий вчитель Степан Курогло. Він дуже переймався успішністю навчання дітей, породжував в них патріотичні національні почуття, писав вірші гагаузькою та російською мовами. Та інколи траплялися й не дуже приємні випадки. Пам’ятаю, як одного разу він зайшов до класу, де кілька учнів зовсім погано вчилися. Йшла класна година, й крім мене ще були присутні декілька вчителів. Степан почав казати гагаузькою мовою про те, що треба вчитися й піднімати свою культуру, бо інакше ці дурні (мав на увазі нас) увесь час будуть панувати. Діти з подивом дивилися то на нього, то на інших. Ми розуміли, що щось було не так, але мови не розуміли. Після того, як він пішов, нам переклали суть розмови і діти навіть вибачилися за вчителя. Зараз його твори включено до програми гагаузьких шкіл. |

Була свідком повалення сільської церкви.
|  | Біля школи стояла висока церква. Служб там не проводилося, та усе внутрішнє оздоблення зберігалося, й берегли його самі селяни. Та в той час селами йшло повальне руйнування церков. В один з осінніх днів о десятій ранку в село привезли призовника-механізатора, якимось дивом він виліз на купол церкви, накинув на хреста трос, зліз, сів в трактор і поїхав. Трос натягнувся, й купол впав.. Хлопця швидко посадили в машину і увезли. Вчителів ще зранку того дня попередили, щоб не випускали дітей на перерву. Проте один із учнів шостого класу побачив у вікно, як руйнували церкву, щось закричав гагаузькою мовою, і дітей вже втримати було неможливо – вони вибігали через двері та вистрибували з вікон. За кілька хвилин в школі не залишилося жодного учня. А вже за двадцять хвилин усі жителі Дмитрівки були біля церкви, стояли з прихиленими колінами і плакали. Чоловіки, жінки, юнаки і дівчата, діти. Потім усі кинулися всередину церкви й брали все, щоб зберегти його в себе. Люди цілували ті речі, що забирали. Ми, виховані атеїсти, на той час цього не розуміли. |

В 1965—1968 роках працює в школі-інтернаті смт. Завалля.
В 1968 році переїжджає до Гайворона на роботу завідувачем відділу шкільної молоді, а потім другим (1969) та першим (1971) секретарем Гайворонського райкому комсомолу.
В 1972 році одружується з Насипаним Віталієм Дмитровичем (1945—2002). В 1973 році народжує доньку Наталю, в 1976 році — сина Богдана.
З 1974 по 1982 роки працює заступником директора та директором середньої школи № 2 міста Гайворон.
З 1982 року депутат Районної ради народних депутатів, займає виборчі посади в Гайворонській районній раді до 1994 року. Протягом 1994—1998 років обіймає посаду голови районного представництва Фонду держмайна України. З 1999 по 2006 рік є активним членом Соціалістичної партії України.
В період 2005—2012 років більшість часу проводить у Києві, допомагаючи у вихованні внука Олексія. В цей час багато подорожує й працює над книгою «Мій рід». Захоплюється сучасною літературною творчістю, вирізняючи поезію Ліни Костенко.
З 2012 по 2016 рік працює над книгою «У колі друзів». Багато спілкується в соціальних мережах з друзями та родичами з Російської федерації, намагаючись знайти порозуміння в баченні геополітичної ситуації, що склалася (окупація Криму, війна на Донбасі, трагедія в Одесі).
Вночі 12 вересня 2016 року наступає раптова смерть внаслідок серцевого нападу.

## Політична діяльність
З 1982 року депутат Гайворонської районної ради.
1982—1990 — секретар виконкому Гайворонської районної ради народних депутатів.
1990—1992 — заступник голови Гайворонської районної ради.
1992—1994 — голова Гайворонської районної ради.
1994 — кандидат в депутати Верховної Ради України на повторних виборах, від Гайворонського виборчого округу № 230.
1994 —1998 — голова Гайворонського районного представництва Фонду держмайна України.
1999 — довірена особа кандидата у Президенти України Мороза О. О.
1999—2006 — засновник та керівник Гайворонської районної організації Соціалістичної партії України.
2000—2001 — учасник кампанії «Україна без Кучми».
2002 — кандидат в депутати Верховної Ради України від Соціалістичної партії України (№ 65 в партійному списку)
2004—2005 — активний захисник демократичного виборчого процесу в Гайворонському районі під час виборів Президента України.

## Творчість

### «Мій рід»
Робота над книгою «Мій рід» почалася в 1998 році, але більшість матеріалу було зібрано та підготовлено у період 2005—2014 років. Світлана відвідала місця свого дитинства, друзів та родичів з різних куточків України, Росії та Литви. Працювала з архівами місцевих видань та галузевими державними архівами, знаходила свідків давніх подій та задокументовані спогади. В результаті, вдалося побудувати цілісну картину роду з часів початку ХІХ сторіччя, зібравши в родинне дерево більше 150 осіб. Книга містить неприкрашені описи реалій життя, спогади та посилання на документи. Структура книги та подача матеріалу можуть становити інтерес для інших дослідників свого роду.

### «У колі друзів»
В даній книзі зроблено спробу визначити дружбу за допомогою реальних життєвих історій, відсіявши неважливе й зосередившись на тому, що продовжує захоплювати і хвилювати навіть після семи десятків прожитих років.
Частину книги присвячено друзям з інтернету, людям, яких авторка ніколи не бачила. Там йдеться про історії виникнення та розвитку стосунків, спроби взнати та описати людину, страх втратити зв'язок та бажання колись зустрітися.
Друкована версія книги так і не встигла побачила світ, залишившись у «передостанній ревізії». Проте, частково скорочену аудіо-версію книги, надиктовану авторкою, таки було завершено.

### Інше
Публікація статей в газетах «Гайворонські вісті» та «Нехаївські вісті».
Участь у творчих вечорах та зустрічах в м. Гайворон.
Переклад віршів Ліни Костенко.